# Ґуннар Астер
Ґуннар Астер (швед. Gunnar Asther, 4 березня 1892 — 28 лютого 1974) — шведський яхтсмен.
Бронзовий призер Олімпійських Ігор 1932 року в класі Зоряний.